# 秋月俊幸
秋月 俊幸（あきづき としゆき、1931年（昭和6年）6月27日 - 2023年（令和5年）9月23日 ）は、日本の歴史学者。北海道大学付属図書館の職員として勤めた後、大学教員に転じ、日露関係史や日本北辺地図学史を研究した。

## 人物・来歴
長崎県佐世保市で生まれる。佐世保北高等学校を経て、1955年（昭和30年）に東京教育大学文学部卒業。文部省図書館職員養成所で司書資格を取得した後、北海道大学附属図書館で勤務する。北大図書館では、長年北方資料室主任を務め、北方資料や札幌農学校資料の整理などを精力的に行った。1992年（平成4年）に図書館を定年退職した後は北海道大学法学部講師となり、1995年（平成7年）2月には法学部助教授に昇任、同年3月に退官した。2023年、病気により死去。

## 著書
- 『日露関係とサハリン島 幕末明治初年の領土問題』筑摩書房 1994
- 『日本北辺の探検と地図の歴史』北海道大学図書刊行会 1999
- 『千島列島をめぐる日本とロシア』北海道大学出版会 2014

編著
- 『書簡集からみた宮部金吾 ある植物学者の生涯』編 北海道大学出版会 2010

### 翻訳
- S.ズナメンスキー『ロシア人の日本発見 北太平洋における航海と地図の歴史』北海道大学図書刊行会 1986
- ニコライ・ブッセ『サハリン島占領日記1853-54 ロシア人の見た日本人とアイヌ』平凡社 東洋文庫 2003
- ブレット・ウォーカー『蝦夷地の征服 1590-1800 日本の領土拡張にみる生態学と文化』北海道大学出版会 2007

## 論文
- Cinii